# Église Notre-Dame de Mouthier-le-Vieillard
Pour les articles homonymes, voir Église Notre-Dame et Notre-Dame.
L'église de Mouthier le Vieillard est une église romane située à Poligny dans le département français du Jura. Plus ancien monument de la commune, il a été classé monument historique le 19 janvier 1911.

## Historique
Commencée au IXe siècle, c'était au XIe une église romane à trois nefs de 80 mètres de long dont il ne subsiste que le clocher de 1228 et quelques alvéoles du XIe et du XIVe.
Mais l'intérieur possède encore de grandes richesses : gisant du monument funéraire d'Antoine de Montmartin, femme de Jean de Poupet ; statue de Saint Antoine en pierre, XVe siècle ; calvaire monumental du XIVe siècle, etc. Laissée à l'abandon durant de nombreuses années, l'église et la place ont ensuite été restaurées.
Elle est la propriété de la commune.